# Minersville (Utah)
Minersville je malé město v okresu Beaver County ve státě Utah. K roku 2000 zde žilo 817 obyvatel, bylo zde 256 domácností a 204 rodin. S celkovou rozlohou 1,6 km² byla hustota zalidnění 497,8 obyvatel na km². Vesnice byla osídlena v roce 1859 v místě, kde se těžilo olovo.